# Megarcys subtruncata
Megarcys subtruncata és una espècie d'insecte plecòpter pertanyent a la família dels perlòdids.

## Hàbitat
En el seu estadi immadur és aquàtic i viu a l'aigua dolça, mentre que com a adult és terrestre i volador.

## Distribució geogràfica
Es troba a Nord-amèrica: el Canadà (la Colúmbia Britànica i Alberta) i els Estats Units (Idaho, Montana, Oregon i Washington), incloent-hi les muntanyes Rocoses, la Serralada de les Cascades i les muntanyes de la Costa.